# Apolephthisa subincana
Apolephthisa subincana är en tvåvingeart som först beskrevs av Curtis 1837.  Apolephthisa subincana ingår i släktet Apolephthisa och familjen svampmyggor. Arten är reproducerande i Sverige. Inga underarter finns listade i Catalogue of Life.